# Jasmijnzuur
Jasmijnzuur is een plantenhormoon en de basisverbinding van de jasmonaten die overal in het plantenrijk voorkomen en een belangrijke rol spelen in de groeiprocessen van de planten en in de zelfverdediging van planten tegen herbivoren en microbiële pathogenen. Het is een olieachtige vloeistof, niet mengbaar met water.

## Stereochemie

1a: (−)-jasmijnzuur; 1b: (+)-jasmijnzuur; 2a: (+)-epi-jasmijnzuur; 2b: (−)-epi-jasmijnzuur

Jasmijnzuur is een chirale verbinding met twee asymmetrische koolstofatomen. Er bestaan dus vier verschillende stereo-isomeren van:
- (-)-jasmijnzuur of (3R,7R)-jasmijnzuur;
- (+)-jasmijnzuur of (3S,7S)-jasmijnzuur;
- (-)-epi-jasmijnzuur of (3S,7R)-jasmijnzuur;
- (+)-epi-jasmijnzuur of (3R,7S)-jasmijnzuur.

(-)-Jasmijnzuur komt in de natuur het meest voor, evenals de methylester ervan, (-)-methyljasmonaat.
(-)-Jasmijnzuur en (+)-jasmijnzuur zijn enantiomeren, evenals (-)-epi-jasmijnzuur en (+)-epi-jasmijnzuur.
(-)-jasmijnzuur en (+)-epi-jasmijnzuur zijn diastereomeren, evenals(+)-jasmijnzuur en (-)-epi-jasmijnzuur.

## Biosynthese
Jasmijnzuur wordt in alle delen van de plant gevormd. De biosynthese ervan is door B.A. Vick en D.C. Zimmerman onderzocht.

Jasmijnzuur is een derivaat van alfa-linoleenzuur (1). Dat wordt geoxideerd door een lipoxygenase-enzym tot 13-hydroperoxylinoleenzuur (2), vanwaaruit verschillende andere verbindingen afgeleid worden. Een ervan is de tussenstof 12-oxo-fytodieenzuur (4). De dubbele binding in de ring hiervan wordt verzadigd, en zes koolstofatomen worden uit de zijketen van de ring afgesplitst. Dat geeft (+)-epi-jasmijnzuur (5a), een epimeer van het stabielere (-)-jasmijnzuur (5b)

.

## Toepassingen
Jasmijnzuur en methyljasmonaat kunnen gebruikt worden als smaakstof. Hiervoor is gezocht naar productiemethoden van jasmonaten langs microbiologische weg. Onder meer met bepaalde stammen van de schimmel Diplodia gossypina kan men jasmijnzuur verkrijgen.
Jasmonaten hebben ook een mogelijke toepassing in de landbouw, om de tolerantie van gewassen voor plantenziekten te verhogen. Wateroplosbare kalium- of magnesiumzouten van jasmijnzuur of dihydrojasmijnzuur (waarin de dubbele binding verzadigd is) komen daarvoor in aanmerking.

## Reacties
De reductie van jasmijnzuur leidt tot de vorming van cucurbinezuur, dat ook tot de jasmonaten wordt gerekend:
Wanneer men een niet-chirale reductor, zoals natriumboorhydride (NaBH4), gebruikt is deze reactie slechts een weinig stereoselectief.